# آنا ماي وونغ
أنا ماي يونغ (بالإنجليزية: Anna May Wong)‏ وهي أول نجمة أفلام أمريكية صينية وممثلة آسيوية أمريكية ولدت في يوم 3 يناير 1905 في مدينة لوس أنجلوس في الولايات المتحدة، وظهرت في التلفاز و المسرح و الراديو ولدت في تشايناتاون، لوس أنجلوس في الولايات المتحدة مثلت في فيلم خسائر البحر ومثلت مع دوجلاس فيربانكس في فيلم لص بغداد (فيلم 1924)، وتوفيت في يوم 3 فبراير 1961 في بلدة سانتا مونيكا، كاليفورنيا في الولايات المتحدة.

## روابط خارجية
- آنا ماي وونغ على موقع IMDb (الإنجليزية)
- آنا ماي وونغ على موقع روتن توميتوز (الإنجليزية)
- آنا ماي وونغ على موقع ألو سيني (الفرنسية)
- آنا ماي وونغ على موقع تيرنر كلاسيك موفيز (الإنجليزية)
- آنا ماي وونغ على موقع أول موفي (الإنجليزية)
- آنا ماي وونغ على موقع قاعدة بيانات برودواي على الإنترنت (الإنجليزية)
- آنا ماي وونغ على موقع قاعدة بيانات الأفلام السويدية (السويدية)
- آنا ماي وونغ على موقع إن إن دي بي (الإنجليزية)
- آنا ماي وونغ على موقع قاعدة بيانات الفيلم (الإنجليزية)
- آنا ماي وونغ على موقع كينوبويسك (الروسية)